# Ambiorige
Ambiorige (latino: Ambiorix; Gallia, ... – Gallia, dopo il 53 a.C.) è stato un principe gallo.

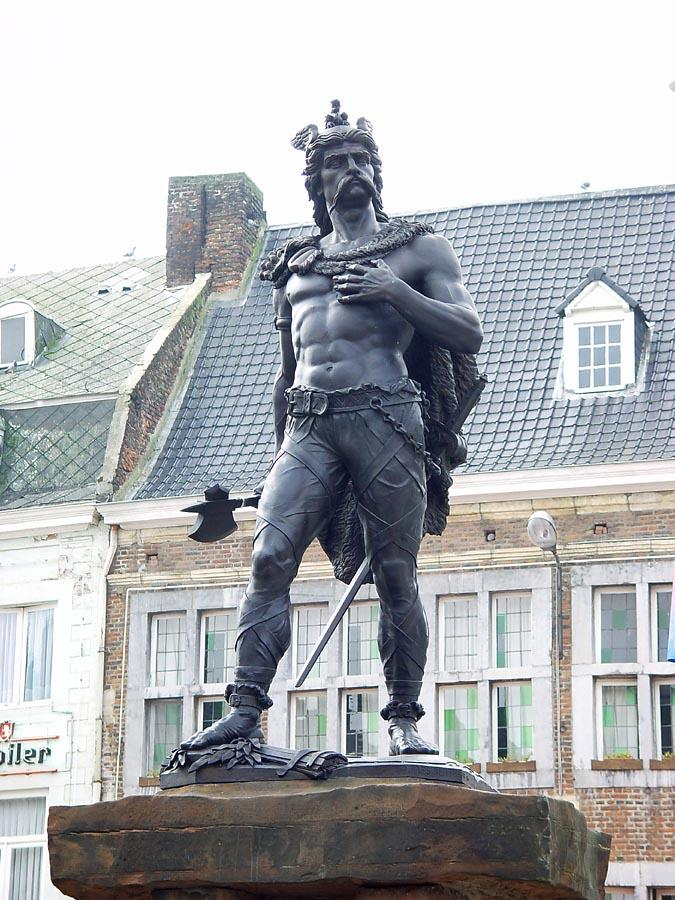
Statua di Ambiorige a Tongeren (la statua, prodotta nel 1866 dallo scultore Jules Bertin, è una raffigurazione puramente congetturale).

Fu, insieme a Catuvolco, principe degli Eburoni, una tribù celtica della Gallia Belgica (corrispondente agli odierni territori del Belgio, del Lussemburgo, della Francia nord-orientale, della Germania centro-occidentale e della porzione meridionale, delimitata dal fiume Reno, dei Paesi Bassi). Nel XIX secolo divenne un eroe nazionale in Belgio, per essersi opposto alla conquista di Gaio Giulio Cesare, come costui scrive nella sua Guerra gallica.

## Storia
Tra il 58 e il 52 a.C. Giulio Cesare iniziò la conquista della Gallia, compresa la Gallia Belgica. La regione era abitata da tribù che si combattevano tra di loro, tra cui gli Eburoni, che erano governati da due principi, Ambiorige e Catuvolco.
Nel 54 a.C., Gaio Giulio Cesare, avendo la necessità di fornire adeguate provviste ai suoi legionari, obbligò la popolazione locale a consegnare una parte del loro raccolto, che in quell'anno era stato assai scarso. Per questa ragione gli Eburoni, ridotti alla fame, si lamentarono di questa richiesta, costringendo Cesare a rafforzare gli accampamenti militari che si trovavano vicino ai villaggi degli Eburoni, e ogni centurione ricevette l'ordine di assicurarsi che gli approvvigionamenti alimentari fossero consegnati ai soldati. Tutto ciò provocò un risentimento e un desiderio di vendetta da parte degli Eburoni. Anche se Cesare lo aveva liberato dal dover pagare un tributo alla tribù degli Atuatuci, nell'inverno del 54 Ambiorige, unitosi a Catuvolco, si ribellò ai romani guidati da Quinto Titurio Sabino e Lucio Aurunculeio Cotta.
Dopo aver attaccato e fatto strage di uno sparuto gruppo di romani che stavano facendo legna, Ambiorige inseguì i pochi superstiti al loro campo fortificato. Avendo capito di non poter combattere contro le truppe romane asserragliate nella fortificazione, pur in inferiorità rispetto alle sue forze, l'eburone giocò d'astuzia e andò a parlamentare con Sabino e Cotta, dicendo che lui non aveva alcun problema con loro, perché grazie a loro non aveva ora problemi con le altre tribù. Inoltre, li avvertì che invece queste si stavano preparando ad attaccarli con l'aiuto di tribù germaniche che avrebbero attraversato il Reno. Ambiorige consigliò quindi loro di lasciare il loro campo e di dirigersi a un altro accampamento, così da unirsi ad altre truppe e da rafforzare la loro posizione. Ambiorige promise loro che li avrebbe lasciati passare indisturbati. Dopo una lunga e sofferta discussione notturna, in cui Sabino propendeva per fidarsi del nemico e Cotta no, i due decisero di lasciare il campo, ma furono attaccati a tradimento e massacrati dai guerrieri di Ambiorige. I pochi superstiti si rifugiarono nell'accampamento di partenza e, nella notte, caduta ormai ogni speranza, si diedero la morte reciprocamente fino all'ultimo uomo. In seguito Ambiorige tentò lo stesso colpo con la legione affidata al legato Cicerone, che però evitò il tranello e si difese valorosamente dall'assedio fino all'arrivo di Cesare che ribaltò la situazione.
Il massacro della legione di Sabino e Cotta fu un'onta per l'esercito di Roma e per le legioni di Cesare, il quale però, con alcune fulminanti campagne, riuscì a sottomettere tutte le tribù belgiche. In particolare furono spazzati via gli eburoni, nome e stirpe. Cesare invitò chiunque desiderasse fare razzia tra Galli e Germani nel territorio degli Eburoni stessi, massacrando, sottomettendo e devastando il loro territorio. Alla fine Ambiorige e i suoi uomini attraversarono il Reno e da quel momento scomparvero dalla storia.

## Tra mito e leggenda
La figura di Ambiorige riapparve nel 1830, quando il Belgio divenne indipendente e il nuovo governo era in cerca di figure del suo passato che potessero fungere da eroe nazionale. Il capo eburone emerse così dalle pagine dell'opera cesariana: nel 1841 il poeta belga Joannes Nolet de Brauwere van Steeland scrisse un'opera lirica su Ambiorige e il 5 settembre 1866 una statua fu eretta in suo onore nel grande mercato della città belga di Tongeren, anche se non ci sono prove che egli sia vissuto proprio là. Questa scelta fu però fatta perché Tongeren è il villaggio più antico del Belgio e perché il suo nome originale era Atuatuca Tungrorum, nome che richiamava l'Atuatuca di cui parlava Cesare.
Oggi Ambiorige è una delle più famose e importanti figure della storia belga. Ci si chiede comunque se questa figura sia davvero esistita, oppure se sia stata creata ad arte da Cesare per giustificare le feroci campagne condotte contro i Galli della Belgica. Del resto, a parte l'opera cesariana non abbiamo nessun'altra testimonianza su di lui, o meglio è menzionato da Cassio Dione e da Floro, che però si rifanno a Cesare. Anche la sua statua è una pura idealizzazione.

## Nella cultura di massa
Nella popolare serie a fumetti Vae Victis ! degli autori francesi Simon Rocca (nome d'arte di Georges Ramaïoli quando pratica l'attività di sceneggiatore) e Jean-Yves Mitton (disegnatore), pubblicata in 15 tomi tra il 1991 e il 2006, incentrata sulla conquista delle Gallie da parte di Giulio Cesare da un punto di vista dei Celti, Ambiorige è uno dei protagonisti dell'undicesimo volume, del 2001, "Celtillo, il Vercingetorige".
La protagonista dell'intera serie infatti, la schiava dei Romani Ambra, loro irriducibile nemica, in realtà la legittima Regina d'Icenia, Budicca, una volta reimpossesatesi del suo trono in Britannia, legge di Ambiorige in una missiva dell'amante che credeva perduto, il medico etrusco Milone, molto vicino al generale romano. In essa viene informata dell'iniziale smacco che il Brenn Belga ha inflitto alle legioni, e della sua resistenza sempre più strenua via via che la repressione di Cesare contro il suo popolo e i suoi alleati si faceva più determinata e opprimente.
Budicca legge che nonostante le numerose sconfitte Ambiorige è scampato varie volte alla morte, finendo per diventare uno dei motivi d'ispirazione per la rivolta che serpeggia ormai per tutta la Gallia Comata (non Romanizzata). Ciò la spinge a tornare nella regione, attraversata nelle precedenti vicende della Serie, per offrire il suo contributo contro Cesare, e magari guidarla lei stessa, con un selezionato gruppo di fedelissimi.
Appena sbarcata s'imbatte in un gruppi di veterani Celti feriti negli scontri contro le legioni, che si rivelano essere la Guardia personale di Ambiorige, ora creduto morto da Cesare e dai Galli, sebbene ancora cercato e braccato. Il capo viene disegnato e descritto in pochi tratti, semplici ed efficaci, come un uomo molto vecchio, dal tipico aspetto celtico e dal fisico asciutto, segnato, nel corpo ma soprattutto nello spirito dai rovesci subiti, guercio a causa di una ferita sotto l'occhio e desideroso di abbandonare la lotta contro l'invasore, angosciato dallo sterminio del proprio popolo. La tenacia di Boudicca tuttavia, la sua fermissima volontà di salvare i Celti dai Romani, gradualmente lo spinge a lasciare i propositi di fuga, a combattere ancora e a provare a mettersi a capo della rivolta, anche perché i vari guerrieri e capi non seguirebbero mai direttamente Boudicca, una donna, che si accontenta di avere una grande influenza su Ambiorige.
Di scontro in scontro Boudicca e Ambiorige passano da una vittoria  all'altra, sempre più significative, ricorrendo all'organizzazione e a sorprendenti stratagemmi, facendosi seguire da sempre più uomini e Brenn e mettendosi alla guida di un paio di migliaia di cavalieri. Tuttavia, nella finzione, proprio quando Ambiorige e Boudicca si stanno avvicinando a Cenabum (odierna Orléans) per partecipare all'evento descritto nel De Bello Gallico avvenuto nella Foresta dei Carnuti, la riunione di decine di capi per eleggere tra di loro un Vercingetorige, ovvero una guida suprema, un gran capo tra tutti i capi, Ambiorige viene assassinato nella notte nella tenda del proprio accampamento. I sicari sono dai cavalieri Germani inizialmente presentatisi come alleati e guardie del giovane principe arverno Celtillo, fidati del suo consigliere Critovax, per eliminare il candidato più pericoloso all'elezione a Vercingetorige. Più avanti Celtillo, che già conosceva Budicca, riuscirà effettivamente a essere eletto Vercingetorige ma negherà di aver avuto a che fare con il delitto. Alla fine della serie si scopre che Celtillo ne è per davvero del tutto innocente, completamente ignaro di come si muoveva la sua guardia germanica, e che l'ordine era effettivamente partito da colui che la manovrava, proprio Critovax, uno degli antagonisti principali dell'intera saga.

### Fonti primarie
- Cesare, Guerra gallica V, 26-51; VI 29-43; VIII, 24;
- Cassio Dione, Storia romana, XL 7-11; Floro III, 10.

### Fonti moderne
- J. Carcopino, Giulio Cesare, traduzione di Anna Rosso Cattabiani, Rusconi Libri, 1993, ISBN 88-18-18195-5.
- edizione italiana a cura di Augusto Guida E. Horst, Cesare, Rcs Libri, 2000.
- Luciano Canfora, Giulio Cesare. Il dittatore democratico, Laterza, 1999, ISBN 88-420-5739-8.
- André Piganiol, Le conquiste dei Romani, Milano, 1989, ISBN 88-04-32321-3.
- Theodore Ayrault Dodge, Caesar, New York, 1989-1997, ISBN 0-306-80787-4.